# Reload! Frankie: The Whole 12 Inches
Reload! Frankie: The Whole 12 Inches – kompilacja zespołu Frankie Goes to Hollywood z 1994 roku.

## Lista utworów
1. "Relax" (New York Mix) - 7:24
2. "Relax" (Ollie J Mix) - 6:27
3. "Relax" (Trip O Matic Fairy Tale Mix) - 7:49
4. "Two Tribes" (Carnage Mix) - 7:56
5. "Two Tribes" (Intermission Legend Mix) - 5:15
6. "Welcome to the Pleasuredome" (Pleasurefix Mix) - 9:40
7. "Welcome to the Pleasuredome" (Brothers In Rhythm Rollercoaster Mix) - 14:37
8. "Rage Hard" (Young Person's Guide Into The 12 Inch Mix) - 10:04
9. "Warriors of the Wasteland" (Twelve Wild Disciples Mix) - 9:43